# Belga labdarúgó-válogatott
A belga labdarúgó-válogatott Belgium nemzeti csapata, amelyet a Belga labdarúgó-szövetség (flamandul: Koninklijke Belgische Voetbalbond, franciául: Union Royale Belge des Sociétés de Football-Association, németül:Die Belgische Fußballnationalmannschaft) irányít.
A hazai mérkőzéseket a Baldvin király Stadionban játssza. A jelenlegi szövetségi kapitány: Roberto Martínez. A válogatott beceneve: Rode Duivels azaz vörös ördögök. Legjobb eredménye egy olimpiai arany az 1920-as nyári olimpiai játékokról. Az 1972-es Európa-bajnokságon harmadik, míg az 1980-as Európa-bajnokságon a második helyen végzett. Világbajnokságokon egy harmadik hely a legjobb eredménye 2018-ból.
2015 novemberében története során először vezette a FIFA-világranglistát.

## A válogatott története

### A kezdetek
Belgium első válogatott mérkőzését 1904. május 1-jén játszotta Franciaország ellen, a végeredmény 3–3 lett. Az első hivatalos találkozó előtt, ugyan már játszottak meccseket, de ezeken rendre több angol játékos segítette a belgákat. Nagy-Britannia mellett a legrégebbi bajnoksággal rendelkező ország Belgium. Támogatta a FIFA létrehozását. A szigorúan amatőr szellem súlyosan gátolta a fejlődést. A csapat a becenevét (Vörös ördögök) 1906-ban kapta Pierre Walckiers belga újságírótól, amikor legyőzték Hollandiát 3–2-re.
Az 1920. évi nyári olimpiai játékokat Antwerpenben, Belgiumban rendezték. Ez volt a belga válogatott első nemzetközi megmérettetése, amelyen rögtön aranyéremmel zártak. Részt vettek a labdarúgó történelem első három világbajnokságán. 1930-ban a tornát két vereséggel zárták, az Egyesült Államoktól 3–0-ra, Paraguaytól 1–0-ra kaptak ki. Az 1934-es világbajnokságon Németország ellen szenvedtek 5–2-s vereséget, 1938-ban pedig Franciaország búcsúztatta a belgákat 3–1-gyel az első forduló után.
Az 1940-es években a II. világháború miatt nem rendeztek egyetlen világbajnokságot sem, Belgium pedig megszállt ország lett. 1940 és 1945 között csak egyetlen hivatalos mérkőzést játszottak; 1944-ben Párizsban, Franciaország ellen.

### A háborút követően
Az 1950-es világbajnokság selejtezőitől visszaléptek. Az 1950-es és az 1960-as években megrendezett nyolc rangos nemzetközi torna (5 világbajnokság és 3 Európa-bajnokság) közül, csak egyetlen egyre, az 1954-es világbajnokságra jutottak ki. Nyilván ebben közrejátszott az amatőr szellemiség is. 1972-ben azonban bevezették a főállású labdarúgók intézményét, mire a nemzeti válogatott eredményei látványosan javulni kezdett Raymond Goethals irányítása alatt. Világbajnokságon legközelebb 1970-ben vettek részt Mexikóban. A csoportkörből nem jutottak tovább. El Salvadort legyőzték 3–0-ra, de a Szovjetuniótól 4–1-s, Mexikó ellen pedig 1–0-s vereséget szenvedtek. Az 1972-es Európa-bajnokságnak Belgium adott otthont. A négycsapatos torna elődöntőjében az NSZK-val találkoztak. Gerd Müller góljaival a németek 2–0-s előnyre tettek szert, amire csak Odilon Polleunis tudott válaszolni. A bronzmérkőzésen 2–1-re legyőzték Magyarországot. A belgák góljait Raoul Lambert és Paul Van Himst szerezték. Az 1974-es és az 1978-as világbajnokságra, illetve az 1976-os Európa-bajnokságra nem jutottak ki.

### 1980–2000

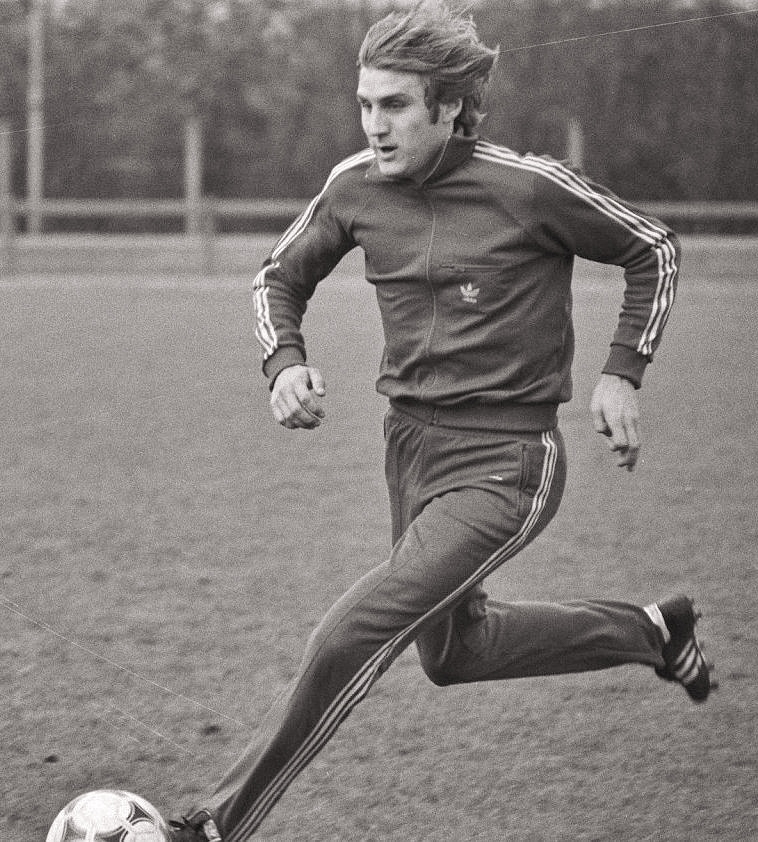
Jan Ceulemans edzés közben 1980-ban.

A legsikeresebb időszak az 1980-as években vette kezdetét. Az 1980-as és 1990-es évek eleje Belgium számára a válogatott történetének eddigi legjobb időszaka. Jól szervezett, jó fizikális állapotban lévő játékosokból állt. A korszak nagy nevű belga labdarúgói: Jean-Marie Pfaff, Eric Gerets, Jan Ceulemans, Enzo Scifo, Luc Nilis, Marc Wilmots.
Az 1980-as Európa-bajnokságon a csoportjukban 1–1-es döntetlennel kezdtek Anglia ellen. Spanyolországot legyőzték 2–1-re, a házigazda olaszokkal pedig 0–0-s döntetlent játszottak. Csoportgyőztesként rögtön bejutottak a döntőbe, ahol az NSZK-t kapták ellenfélnek. Horst Hrubesch révén a németek szereztek vezetés, amit René Vandereycken büntetőből kiegyenlített. A mérkőzés 88. percében Hrubesch megszerezte saját és csapata második találatát, ami azt jelentette, hogy Belgium a második helyen végzett a tornán. Mindmáig ez a belga válogatott a kontinenstornákon elért legjobb helyezése.
Az 1982-es világbajnokságon két 1–0-s győzelemmel kezdtek Argentína és El Salvador ellen. A harmadik mérkőzésükön Magyarországgal játszottak 1–1-s döntetlent. Első helyen jutottak tovább a második csoportkörbe, ahol Lengyelországtól 3–0-ra, a Szovjetuniótól 1–0-ra kaptak ki. Az 1984-es Európa-bajnokságon nem jutottak tovább a csoportjukból. A tornát Jugoszlávia 2–0-s legyőzésével kezdték. A házigazda Franciaország ellen 5–0-s vereséget szenvedtek, Dániától szintén kikaptak 3–2-re.
A következő nagy sikerük az 1986-os világbajnokságon szerzett negyedik helyük. A vb-t nem kezdték jól, miután Mexikótól 2–1-s vereséget szenvedtek, de Irak 2–1-s legyőzése és a Paraguay ellen elért 2–2-s döntetlen elegendő volt a továbbjutáshoz. A nyolcaddöntőben a Szovjetunió győzték le 4–3-ra hosszabbítás után, a negyeddöntőben Spanyolországgal 1–1-re végeztek, de büntetőkkel 5–4-re győztek a belgák. Az elődöntőben a későbbi világbajnok Argentína ellen 2–0-s vereséget szenvedtek, a bronzmérkőzésen hosszabbításban kaptak ki 4–2-re a franciáktól. Az 1988-as és az 1992 Európa-bajnokságról lemaradtak.
Az 1990-es világbajnokságon két győzelemmel nyitottak, Dél-Koreát 2–0-ra, Uruguayt 3–1-re verték. Spanyolországtól az utolsó csoportmérkőzésen 2–1-re kikaptak. A nyolcaddöntőben hosszabbítás után 1–0-s eredménnyel Anglia búcsúztatta a belgákat. Az 1994-es világbajnokságon szinte lemásolták a négy évvel korábbi teljesítményüket. Ezúttal Marokkót és Hollandiát győzték le egyaránt 1–0-ra, Szaúd-Arábiától ugyanilyen arányban azonban kikaptak. A nyolcaddöntőben Németország ellen (2–3) estek ki. Az 1996-os Európa-bajnokságra nem jutottak ki, miután a selejtezőkben Spanyolország és Dánia mögött zártak.
Az 1998-as világbajnokságon 3 döntetlennel a csoportkör után búcsúzni kényszerültek. 2000-ben az Európa-bajnokságot Hollandiával közösen rendezték. A hazai pályán való bizonyítás benne volt a belgákban, de már a csoportból sem sikerült továbbjutniuk. A torna nyitómérkőzésén még ugyan nyertek Svédország ellen 2–1-re, de az olaszok és a törökök elleni párharcokat 2–0-ra elveszítették.

### 2000-es évek

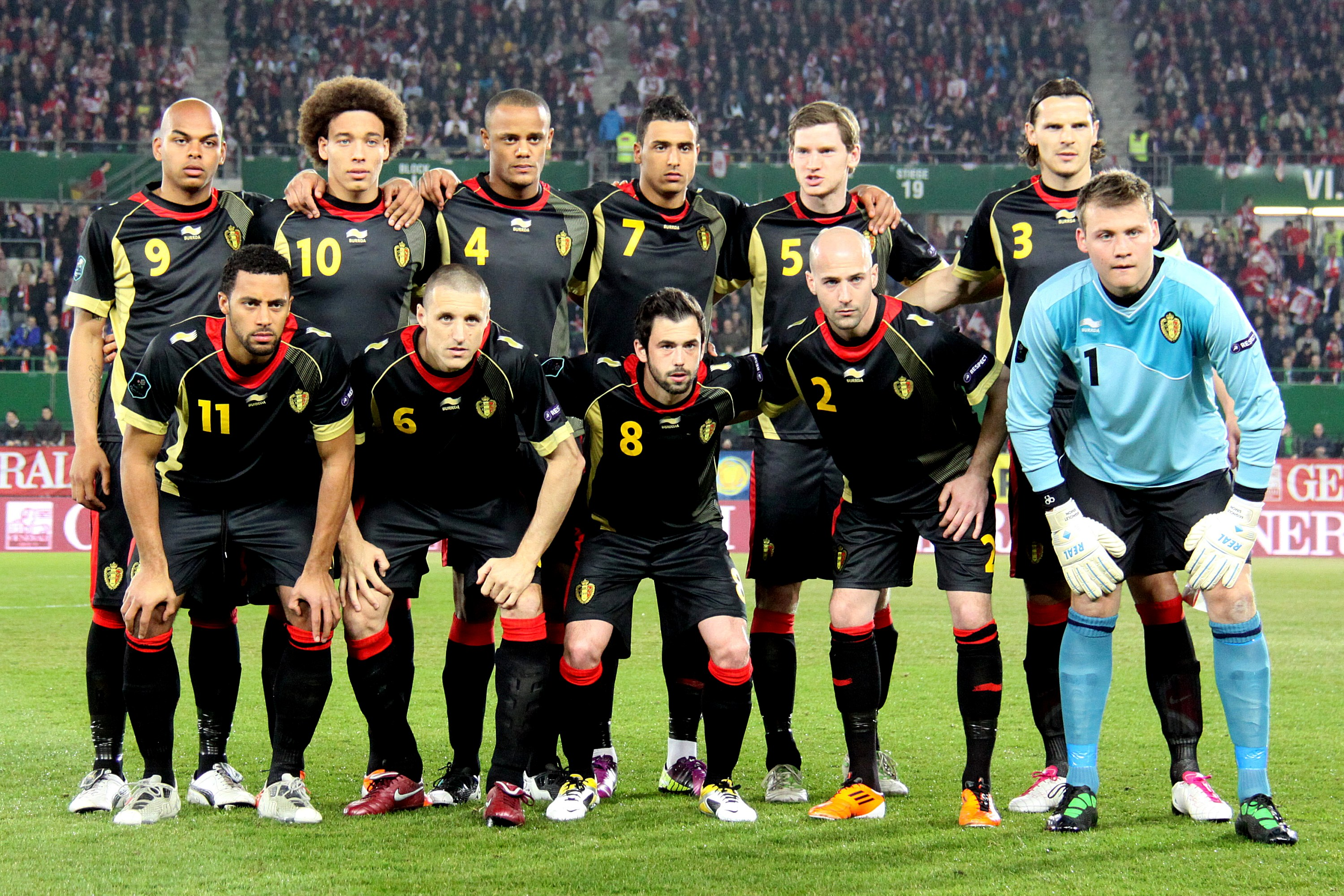
Belgium válogatottja 2011. március 25-én.

A 2002-es világbajnokságra pótselejtezőn jutottak ki. A tornán Japán, Oroszország és Tunézia társaságában a H csoportba kerültek. Első mérkőzésükön Japánnal 2–2-s döntetlent játszottak. Ezt követte a Tunézia elleni 1–1 és Oroszország 3–2-s legyőzése. A nyolcaddöntőben Brazília ellen szenvedtek 2–0-s vereséget és kiestek.
A világbajnokságot követően komoly visszaesés következett a belga válogatottnál. A sikertelen selejtezősorozatok azt eredményezték, hogy 2002 és 2014 között egyetlen rangos nemzetközi tornára sem sikerült kijutniuk. Ezalatt számos szövetségi kapitány váltotta egymást a kispadon. Utánpótlásvonalon azonban egy újabb nagy generáció volt kibontakozóban, melynek jelei már látszottak a 2007-es U21-es Európa-bajnokságon és a 2008. évi pekingi olimpián. Az aranygenerációnak elkeresztelt válogatott első komoly eredménye volt, hogy veretlenül megnyerte a 2014-es világbajnokság selejtezőinek A csoportját és simán kijutott a világbajnokságra.

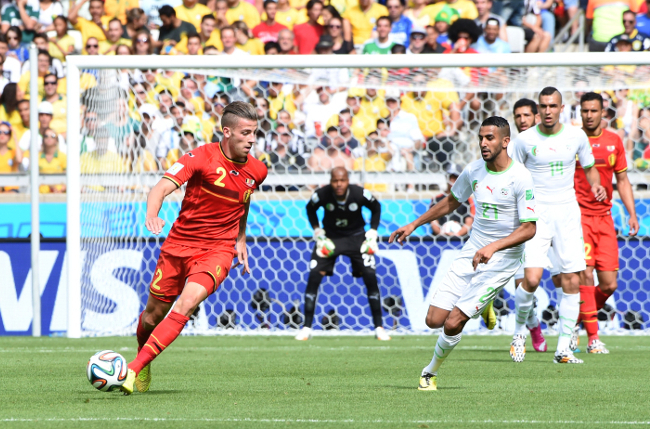
Belgium–Algéria mérkőzés a 2014-es vb-n.

A 2014-es vb-n a H csoportba kerültek a sorsolást követően, ahol mindhárom mérkőzésüket megnyerték. Algériát 2–1-re, Oroszországot és Dél-Koreát pedig 1–0-ra győzték le. A legjobb tizenhat között az Egyesült Államokat hosszabbításban verték 2–1-re, a negyeddöntőben Argentína ellen szenvedtek 1–0-s vereséget. Fennállásuk óta először 2015 novemberében vezették a FIFA-világranglistát. A 2016-os labdarúgó-Európa-bajnokságra ismét kijutott Belgium, amely Európa-bajnokságon legutóbb 2000-ben szerepelt. A december 12-i sorsoláson az E-csoportba sorsolták a belgákat Olaszország, Svédország és Írország válogatottja mellé. Első mérkőzésükön Olaszországtól 2–0-s vereséget szenvedtek. Írországot Romelu Lukaku két és Axel Witsel góljaival 3–0-ra verték. A Svédország elleni 1–0-s győzelem alkalmával pedig Radja Nainggolan volt eredményes. A nyolcaddöntőben Magyarországot verték 4–0 arányban. A negyeddöntőben Wales ellen 3–1-s vereséget szenvedtek és kiestek.

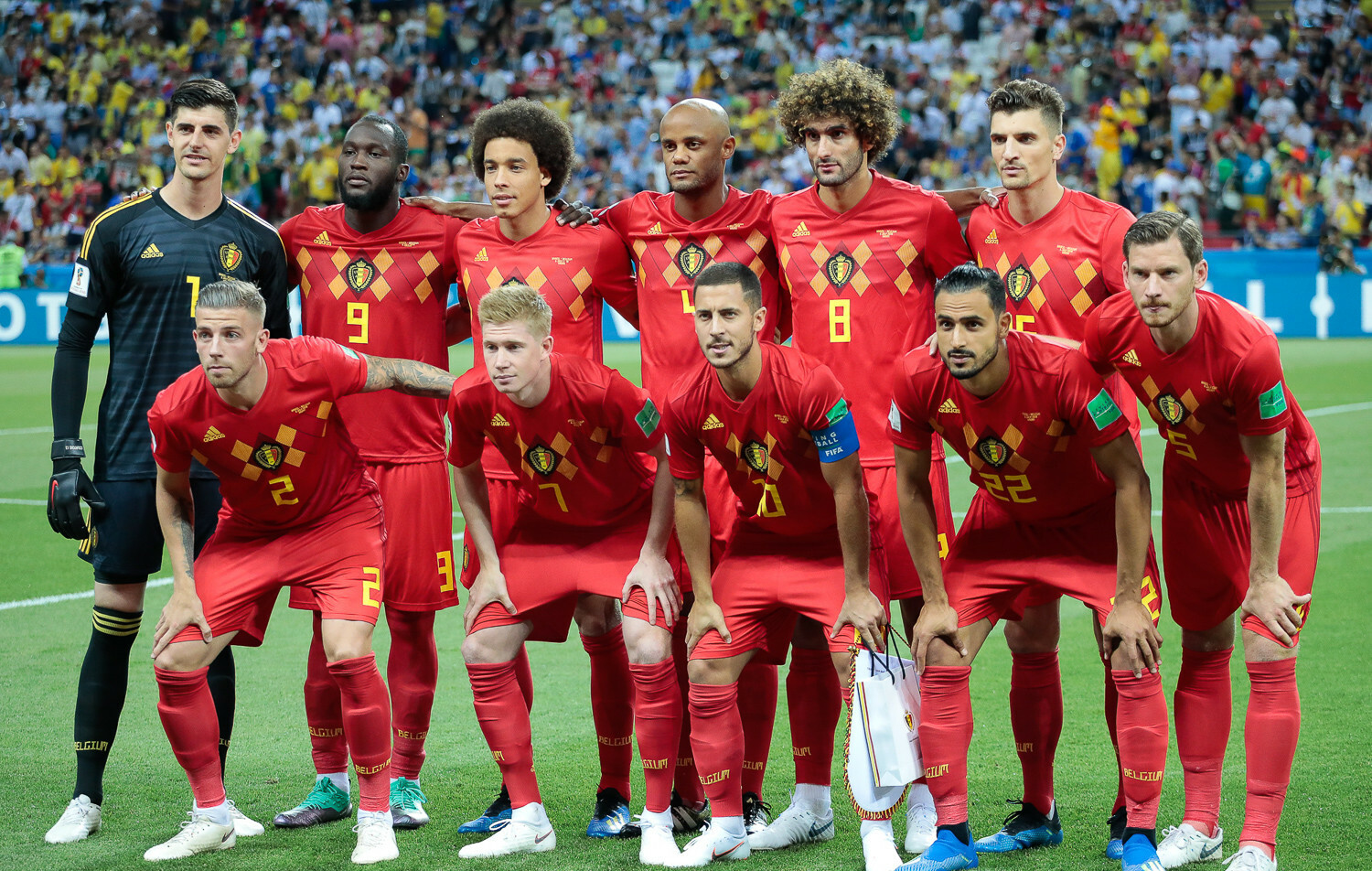
A belga válogatott a 2018-as világbajnokságon

A 2018-as világbajnokság selejtezőiben a H csoportot tíz mérkőzésből kilenc győzelemmel és egy döntetlennel, Görögország előtt magabiztosan megnyerték. A világbajnokságon a G csoportban szerepeltek Anglia, Tunézia és Panama társaságában. Az első mérkőzésükön Dries Mertens és Romelu Lukaku duplájával 3–0-ra győzték le Panamát. A folytatásban Tunéziát 5–2-re vereték és Angliát is sikerült legyőzniük 1–0-ra. A nyolcaddöntőben Japánnal találkoztak és a második félidő elejére 2–0-ás hátrányba kerültek. Jan Vertonghennek sikerült szépítenie, Marouane Fellaini egyenlített, Nacer Chadli révén pedig a hosszabbításban megszerezték a győzelmet jelentő gólt. A negyeddöntőben Fernandinho öngóljára és Kevin De Bruyne találatára csak egyszer tudtak válaszolni a brazilok és így 2–1-es belga győzelem született. Az elődöntőt 1–0-ra elveszítették Franciaországgal szemben. A harmadik helyért rendezett találkozón Thomas Meunier és Eden Hazard góljával 2–0-ra legyőzték Angliát és megszerezték a bronzérmet, ami a belga válogatott történetének legjobb eredménye a világbajnokságokon. Thibaut Courtoist választották a torna legjobb kapusának és Eden Hazard kapta az ezüstlabdát. Az All Star csapatba Courtois mellett Kevin De Bruyne is bekerült.
A 2020-as Európa-bajnokság selejtezőiben mind a tíz mérkőzés megnyerték és simán kijutottak a tornára, ahol a B csoportban szerepeltek, ellenfeleik Dánia, Finnország és Oroszország voltak. Az első mérkőzésen Oroszországot Thomas Meunier és Romelu Lukaku duplájával 3–0-ra verték. Dánia ellen a második percben hátrányba kerültek, de Kevin De Bruyne és Eden Hazard góljával fordítottak és 2–1-re nyertek. Finnországot 2–0-ra győzték le az utolsó csoportmérkőzésen. A legjobb tizenhat között Thorgan Hazard góljával 1–0-ra legyőzték Portugáliát. A negyeddöntőben 2–1-es vereséget szenvedtek Olaszország ellen és kiestek.
A 2022-es világbajnokságon az F csoportban szerepeltek Horvátország, Kanada és Marokkó társaságában. Kanada ellen 1–0-ás győzelemmel kezdték a tornát, a belgák gólját Michy Batshuayi szerezte. Marokkó ellen 2–0-ás vereséget szenvedtek. 1994 óta ez volt az első alkalom, hogy elveszítettek egy csoportmérkőzést a belgák. A harmadik mérkőzésen Horvátországgal 0–0-ás döntetlent játszottak, ami azt jelentette, hogy már a csoportkör után kiestek. A kiesés után távozott Roberto Martínez szövetségi kapitány.

## Stadion
A belga válogatott hazai mérkőzéseinek számos stadion adott otthont története során. A legtöbb mérkőzést a Baldvin király Stadionban (korábbi nevén: Heysel stadion, Jubileumi stadion) rendezték. A létesítményt 1930-ban nyitották meg Belgium fennállásának 100. évfordulóján. Ebben az időben 75000 fő volt a befogadóképessége. 1946-ban átnevezték Heysel stadionra. Ehhez a névhez kapcsolódik a labdarúgás történetének egyik legnagyobb tragédiája. Az 1985-ös BEK-döntőben az angol Liverpool és az olasz Juventus találkozott. A mérkőzés előtt a stadionban kialakult rendbontás következtében ledőlt egy támfal. A Heysel-tragédiában 39, többségében olasz szurkoló vesztette életét. Három évvel a tragédia után előkészítették a terveket a felújításra. 1995-ben miután elkészültek a munkálatokkal új nevet kapott a stadion. A jelenleg is használt nevét Baldvin király után kapta.

## Nemzetközi eredmények
Világbajnokság
- Bronzérmes: 1 alkalommal (2018)
- 4. helyezett: 1 alkalommal (1986)

Európa-bajnokság
- Ezüstérmes: 1 alkalommal (1980)
- Bronzérmes: 1 alkalommal (1972)

Olimpiai játékok
- Aranyérmes: 1 alkalommal (1920)
- Bronzérmes: 1 alkalommal (1900)

### Világbajnokság
Bronzérem
      Negyedik hely
| Világbajnokság | Világbajnokság | Világbajnokság | Világbajnokság | Világbajnokság | Világbajnokság | Világbajnokság | Világbajnokság | Világbajnokság | Világbajnokság | Selejtezők                           | Selejtezők                           | Selejtezők                           | Selejtezők                           | Selejtezők                           | Selejtezők                           | Selejtezők                           |        |
| Év             | Eredmény       | H.             | M              | Gy             | D              | V              | G+             | G–             | Keret          | H.                                   | M                                    | Gy                                   | D                                    | V                                    | G+                                   | G–                                   |        |
| -------------- | -------------- | -------------- | -------------- | -------------- | -------------- | -------------- | -------------- | -------------- | -------------- | ------------------------------------ | ------------------------------------ | ------------------------------------ | ------------------------------------ | ------------------------------------ | ------------------------------------ | ------------------------------------ | ------ |
| 1930           | Csoportkör     | 11.            | 2              | 0              | 0              | 2              | 0              | 4              | Keret          | meghívottként automatikusan kijutott | meghívottként automatikusan kijutott | meghívottként automatikusan kijutott | meghívottként automatikusan kijutott | meghívottként automatikusan kijutott | meghívottként automatikusan kijutott | meghívottként automatikusan kijutott |        |
| 1934           | Nyolcaddöntő   | 15.            | 1              | 0              | 0              | 1              | 2              | 5              | Keret          | 2.                                   | 2                                    | 0                                    | 1                                    | 1                                    | 6                                    | 8                                    |        |
| 1938           | Nyolcaddöntő   | 13.            | 1              | 0              | 0              | 1              | 1              | 3              | Keret          | 2.                                   | 2                                    | 1                                    | 1                                    | 0                                    | 4                                    | 3                                    |        |
| 1950           | nem indult     | nem indult     | nem indult     | nem indult     | nem indult     | nem indult     | nem indult     | nem indult     | nem indult     | nem indult                           | nem indult                           | nem indult                           | nem indult                           | nem indult                           | nem indult                           | nem indult                           |        |
| 1954           | Csoportkör     | 12.            | 2              | 0              | 1              | 1              | 5              | 8              | Keret          | 1.                                   | 4                                    | 3                                    | 1                                    | 0                                    | 11                                   | 6                                    |        |
| 1958           | nem jutott ki  | nem jutott ki  | nem jutott ki  | nem jutott ki  | nem jutott ki  | nem jutott ki  | nem jutott ki  | nem jutott ki  | nem jutott ki  | 2.                                   | 4                                    | 2                                    | 1                                    | 1                                    | 16                                   | 11                                   |        |
| 1962           | nem jutott ki  | nem jutott ki  | nem jutott ki  | nem jutott ki  | nem jutott ki  | nem jutott ki  | nem jutott ki  | nem jutott ki  | nem jutott ki  | 3.                                   | 4                                    | 0                                    | 0                                    | 4                                    | 3                                    | 10                                   |        |
| 1966           | nem jutott ki  | nem jutott ki  | nem jutott ki  | nem jutott ki  | nem jutott ki  | nem jutott ki  | nem jutott ki  | nem jutott ki  | nem jutott ki  | 2.                                   | 5                                    | 3                                    | 0                                    | 2                                    | 12                                   | 5                                    |        |
| 1970           | Csoportkör     | 10.            | 3              | 1              | 0              | 2              | 4              | 5              | Keret          | 1.                                   | 6                                    | 4                                    | 1                                    | 1                                    | 14                                   | 8                                    |        |
| 1974           | nem jutott ki  | nem jutott ki  | nem jutott ki  | nem jutott ki  | nem jutott ki  | nem jutott ki  | nem jutott ki  | nem jutott ki  | nem jutott ki  | 2.                                   | 6                                    | 4                                    | 2                                    | 0                                    | 12                                   | 0                                    |        |
| 1978           | nem jutott ki  | nem jutott ki  | nem jutott ki  | nem jutott ki  | nem jutott ki  | nem jutott ki  | nem jutott ki  | nem jutott ki  | nem jutott ki  | 2.                                   | 6                                    | 3                                    | 0                                    | 3                                    | 7                                    | 6                                    |        |
| 1982           | Csoportkör     | 10.            | 5              | 2              | 1              | 2              | 3              | 5              | Keret          | 1.                                   | 8                                    | 5                                    | 1                                    | 2                                    | 12                                   | 9                                    |        |
| 1986           | Negyedik hely  | 4.             | 7              | 2              | 2              | 3              | 12             | 15             | Keret          | 2.                                   | 8                                    | 4                                    | 2                                    | 2                                    | 9                                    | 5                                    |        |
| 1990           | Nyolcaddöntő   | 11.            | 4              | 2              | 0              | 2              | 6              | 4              | Keret          | 1.                                   | 8                                    | 4                                    | 4                                    | 0                                    | 15                                   | 5                                    |        |
| 1994           | Nyolcaddöntő   | 11.            | 4              | 2              | 0              | 2              | 4              | 4              | Keret          | 2.                                   | 10                                   | 7                                    | 1                                    | 2                                    | 16                                   | 5                                    |        |
| 1998           | Csoportkör     | 19.            | 3              | 0              | 3              | 0              | 3              | 3              | Keret          | 2.                                   | 10                                   | 7                                    | 1                                    | 2                                    | 23                                   | 13                                   |        |
| 2002           | Nyolcaddöntő   | 14.            | 4              | 1              | 2              | 1              | 6              | 7              | Keret          | 2.                                   | 10                                   | 7                                    | 2                                    | 1                                    | 27                                   | 6                                    |        |
| 2006           | nem jutott ki  | nem jutott ki  | nem jutott ki  | nem jutott ki  | nem jutott ki  | nem jutott ki  | nem jutott ki  | nem jutott ki  | nem jutott ki  | 4.                                   | 10                                   | 3                                    | 3                                    | 4                                    | 16                                   | 11                                   |        |
| 2010           | nem jutott ki  | nem jutott ki  | nem jutott ki  | nem jutott ki  | nem jutott ki  | nem jutott ki  | nem jutott ki  | nem jutott ki  | nem jutott ki  | 4.                                   | 10                                   | 3                                    | 1                                    | 6                                    | 13                                   | 20                                   |        |
| 2014           | Negyeddöntő    | 6.             | 5              | 4              | 0              | 1              | 6              | 3              | Keret          | 1.                                   | 10                                   | 8                                    | 2                                    | 0                                    | 18                                   | 4                                    |        |
| 2018           | Bronzérem      | 3.             | 7              | 6              | 0              | 1              | 16             | 6              | Keret          | 1.                                   | 10                                   | 9                                    | 1                                    | 0                                    | 43                                   | 6                                    |        |
| 2022           | Csoportkör     | 23.            | 3              | 1              | 1              | 2              | 1              | 2              | Keret          | 1.                                   | 8                                    | 6                                    | 2                                    | 0                                    | 25                                   | 6                                    |        |
| 2026           | később         | később         | később         | később         | később         | később         | később         | később         | később         | később                               | később                               | később                               | később                               | később                               | később                               | később                               | később |
| 2030           | később         | később         | később         | később         | később         | később         | később         | később         | később         | később                               | később                               | később                               | később                               | később                               | később                               | később                               | később |
| 2034           | később         | később         | később         | később         | később         | később         | később         | később         | később         | később                               | később                               | később                               | később                               | később                               | később                               | később                               | később |
| Összesen       |                | 14/22          | 51             | 21             | 10             | 20             | 69             | 74             | –              | Összesen                             | 141                                  | 83                                   | 27                                   | 31                                   | 302                                  | 147                                  |        |

### Európa-bajnokság
Ezüstérem
      Bronzérem
      Negyedik hely
      Egészben vagy részben hazai rendezésű
| Európa-bajnokság | Európa-bajnokság | Európa-bajnokság | Európa-bajnokság | Európa-bajnokság | Európa-bajnokság | Európa-bajnokság | Európa-bajnokság | Európa-bajnokság | Európa-bajnokság | Selejtezők                         | Selejtezők                         | Selejtezők                         | Selejtezők                         | Selejtezők                         | Selejtezők                         | Selejtezők                         |        |
| Év               | Eredmény         | H.               | M                | Gy               | D                | V                | G+               | G–               | Keret            | H.                                 | M                                  | Gy                                 | D                                  | V                                  | G+                                 | G–                                 |        |
| ---------------- | ---------------- | ---------------- | ---------------- | ---------------- | ---------------- | ---------------- | ---------------- | ---------------- | ---------------- | ---------------------------------- | ---------------------------------- | ---------------------------------- | ---------------------------------- | ---------------------------------- | ---------------------------------- | ---------------------------------- | ------ |
| 1960             | nem indult       | nem indult       | nem indult       | nem indult       | nem indult       | nem indult       | nem indult       | nem indult       | nem indult       | nem indult                         | nem indult                         | nem indult                         | nem indult                         | nem indult                         | nem indult                         | nem indult                         |        |
| 1964             | nem jutott ki    | nem jutott ki    | nem jutott ki    | nem jutott ki    | nem jutott ki    | nem jutott ki    | nem jutott ki    | nem jutott ki    | nem jutott ki    | Első forduló                       | 2                                  | 0                                  | 0                                  | 2                                  | 2                                  | 4                                  |        |
| 1968             | nem jutott ki    | nem jutott ki    | nem jutott ki    | nem jutott ki    | nem jutott ki    | nem jutott ki    | nem jutott ki    | nem jutott ki    | nem jutott ki    | 2.                                 | 6                                  | 3                                  | 1                                  | 2                                  | 14                                 | 9                                  |        |
| 1972             | Bronzérem        | 3.               | 2                | 1                | 0                | 1                | 3                | 3                | Keret            | 1.                                 | 8                                  | 5                                  | 2                                  | 1                                  | 13                                 | 4                                  |        |
| 1976             | nem jutott ki    | nem jutott ki    | nem jutott ki    | nem jutott ki    | nem jutott ki    | nem jutott ki    | nem jutott ki    | nem jutott ki    | nem jutott ki    | 1.                                 | 8                                  | 3                                  | 2                                  | 3                                  | 7                                  | 10                                 |        |
| 1980             | Ezüstérem        | 2.               | 4                | 1                | 2                | 1                | 4                | 4                | Keret            | 1.                                 | 8                                  | 4                                  | 4                                  | 0                                  | 12                                 | 5                                  |        |
| 1984             | Csoportkör       | 6.               | 3                | 1                | 0                | 2                | 4                | 8                | Keret            | 1.                                 | 6                                  | 4                                  | 1                                  | 1                                  | 12                                 | 8                                  |        |
| 1988             | nem jutott ki    | nem jutott ki    | nem jutott ki    | nem jutott ki    | nem jutott ki    | nem jutott ki    | nem jutott ki    | nem jutott ki    | nem jutott ki    | 3.                                 | 8                                  | 3                                  | 3                                  | 2                                  | 16                                 | 8                                  |        |
| 1992             | nem jutott ki    | nem jutott ki    | nem jutott ki    | nem jutott ki    | nem jutott ki    | nem jutott ki    | nem jutott ki    | nem jutott ki    | nem jutott ki    | 3.                                 | 6                                  | 2                                  | 1                                  | 3                                  | 7                                  | 6                                  |        |
| 1996             | nem jutott ki    | nem jutott ki    | nem jutott ki    | nem jutott ki    | nem jutott ki    | nem jutott ki    | nem jutott ki    | nem jutott ki    | nem jutott ki    | 3.                                 | 10                                 | 4                                  | 3                                  | 3                                  | 17                                 | 13                                 |        |
| 2000             | Csoportkör       | 12.              | 3                | 1                | 0                | 2                | 2                | 5                | Keret            | rendezőként automatikusan kijutott | rendezőként automatikusan kijutott | rendezőként automatikusan kijutott | rendezőként automatikusan kijutott | rendezőként automatikusan kijutott | rendezőként automatikusan kijutott | rendezőként automatikusan kijutott |        |
| 2004             | nem jutott ki    | nem jutott ki    | nem jutott ki    | nem jutott ki    | nem jutott ki    | nem jutott ki    | nem jutott ki    | nem jutott ki    | nem jutott ki    | 3.                                 | 8                                  | 5                                  | 1                                  | 2                                  | 11                                 | 9                                  |        |
| 2008             | nem jutott ki    | nem jutott ki    | nem jutott ki    | nem jutott ki    | nem jutott ki    | nem jutott ki    | nem jutott ki    | nem jutott ki    | nem jutott ki    | 5.                                 | 14                                 | 5                                  | 3                                  | 6                                  | 14                                 | 16                                 |        |
| 2012             | nem jutott ki    | nem jutott ki    | nem jutott ki    | nem jutott ki    | nem jutott ki    | nem jutott ki    | nem jutott ki    | nem jutott ki    | nem jutott ki    | 3.                                 | 10                                 | 4                                  | 3                                  | 3                                  | 21                                 | 15                                 |        |
| 2016             | Negyeddöntő      | 7.               | 5                | 3                | 0                | 2                | 9                | 5                | Keret            | 1.                                 | 10                                 | 7                                  | 2                                  | 1                                  | 24                                 | 5                                  |        |
| 2020             | Negyeddöntő      | 5.               | 5                | 4                | 0                | 1                | 9                | 3                | Keret            | 1.                                 | 10                                 | 10                                 | 0                                  | 0                                  | 40                                 | 3                                  |        |
| 2024             | Nyolcaddöntő     | 10.              | 4                | 1                | 1                | 2                | 2                | 2                | Keret            | 1.                                 | 8                                  | 6                                  | 2                                  | 0                                  | 22                                 | 4                                  |        |
| 2028             | később           | később           | később           | később           | később           | később           | később           | később           | később           | később                             | később                             | később                             | később                             | később                             | később                             | később                             | később |
| 2032             | később           | később           | később           | később           | később           | később           | később           | később           | később           | később                             | később                             | később                             | később                             | később                             | később                             | később                             | később |
| Összesen         |                  | 7/17             | 26               | 12               | 3                | 11               | 33               | 30               | –                | Összesen                           | 122                                | 65                                 | 28                                 | 29                                 | 232                                | 119                                |        |

### UEFA Nemzetek Ligája
Negyedik hely
| Csoportkör / Negyeddöntő / Osztályozó | Csoportkör / Negyeddöntő / Osztályozó | Csoportkör / Negyeddöntő / Osztályozó | Csoportkör / Negyeddöntő / Osztályozó | Csoportkör / Negyeddöntő / Osztályozó | Csoportkör / Negyeddöntő / Osztályozó | Csoportkör / Negyeddöntő / Osztályozó | Csoportkör / Negyeddöntő / Osztályozó | Csoportkör / Negyeddöntő / Osztályozó | Csoportkör / Negyeddöntő / Osztályozó | Csoportkör / Negyeddöntő / Osztályozó | Csoportkör / Negyeddöntő / Osztályozó | Egyenes kieséses szakasz | Egyenes kieséses szakasz | Egyenes kieséses szakasz | Egyenes kieséses szakasz | Egyenes kieséses szakasz | Egyenes kieséses szakasz | Egyenes kieséses szakasz | Egyenes kieséses szakasz | Egyenes kieséses szakasz |
| Szezon                                | Liga                                  | Csoport                               | H                                     | M                                     | Gy                                    | D                                     | V                                     | G+                                    | G–                                    | Feljutás/kiesés                       | Helyezés                              | Év                       | Eredmény                 | M                        | Gy                       | D                        | V                        | G+                       | G–                       | Keret                    |
| ------------------------------------- | ------------------------------------- | ------------------------------------- | ------------------------------------- | ------------------------------------- | ------------------------------------- | ------------------------------------- | ------------------------------------- | ------------------------------------- | ------------------------------------- | ------------------------------------- | ------------------------------------- | ------------------------ | ------------------------ | ------------------------ | ------------------------ | ------------------------ | ------------------------ | ------------------------ | ------------------------ | ------------------------ |
| 2018–19                               | A                                     | 2.                                    | 2.                                    | 4                                     | 3                                     | 0                                     | 1                                     | 9                                     | 6                                     | Állandó                               | 5.                                    | 2019                     | nem jutott be            | nem jutott be            | nem jutott be            | nem jutott be            | nem jutott be            | nem jutott be            | nem jutott be            | nem jutott be            |
| 2020–21                               | A                                     | 2.                                    | 1.                                    | 6                                     | 5                                     | 0                                     | 1                                     | 16                                    | 6                                     | Állandó                               | 4.                                    | 2021                     | Negyedik hely            | 2                        | 0                        | 0                        | 2                        | 3                        | 5                        | Keret                    |
| 2022–23                               | A                                     | 4.                                    | 2.                                    | 6                                     | 3                                     | 1                                     | 2                                     | 11                                    | 8                                     | Állandó                               | 7.                                    | 2023                     | nem jutott be            | nem jutott be            | nem jutott be            | nem jutott be            | nem jutott be            | nem jutott be            | nem jutott be            | nem jutott be            |
| 2024–25                               | A                                     | 2.                                    | 3.                                    | 8                                     | 2                                     | 1                                     | 5                                     | 10                                    | 12                                    | Állandó                               | 10.                                   | 2025                     | nem jutott be            | nem jutott be            | nem jutott be            | nem jutott be            | nem jutott be            | nem jutott be            | nem jutott be            | nem jutott be            |
| 2026–27                               | A                                     |                                       |                                       |                                       |                                       |                                       |                                       |                                       |                                       |                                       |                                       | 2027                     |                          |                          |                          |                          |                          |                          |                          |                          |
| Összesen                              | Összesen                              | Összesen                              | Összesen                              | 24                                    | 13                                    | 2                                     | 9                                     | 46                                    | 32                                    |                                       |                                       |                          | 1/4                      | 2                        | 0                        | 0                        | 2                        | 3                        | 5                        |                          |

### Olimpia
| Év                | Eredmény                   | Hely                       | M                          | Gy                         | D                          | V                          | Rg                         | Kg                         |                            |
| ----------------- | -------------------------- | -------------------------- | -------------------------- | -------------------------- | -------------------------- | -------------------------- | -------------------------- | -------------------------- | -------------------------- |
| 1908, London      | Nem indult                 | Nem indult                 | Nem indult                 | Nem indult                 | Nem indult                 | Nem indult                 | Nem indult                 | Nem indult                 | Nem indult                 |
| 1912, Stockholm   | Visszalépett a torna előtt | Visszalépett a torna előtt | Visszalépett a torna előtt | Visszalépett a torna előtt | Visszalépett a torna előtt | Visszalépett a torna előtt | Visszalépett a torna előtt | Visszalépett a torna előtt | Visszalépett a torna előtt |
| 1920, Antwerpen   | Aranyérmes                 | 1.                         | 3                          | 3                          | 0                          | 0                          | 8                          | 1                          |                            |
| 1924, Párizs      | 2. forduló                 | 16.                        | 1                          | 0                          | 0                          | 1                          | 1                          | 8                          |                            |
| 1928, Amszterdam  | Negyeddöntő                | 3.                         | 3                          | 1                          | 0                          | 2                          | 9                          | 12                         |                            |
| 1932, Los Angeles | Nem volt labdarúgótorna    | Nem volt labdarúgótorna    | Nem volt labdarúgótorna    | Nem volt labdarúgótorna    | Nem volt labdarúgótorna    | Nem volt labdarúgótorna    | Nem volt labdarúgótorna    | Nem volt labdarúgótorna    | Nem volt labdarúgótorna    |
| 1936, Berlin      | Nem indult                 | Nem indult                 | Nem indult                 | Nem indult                 | Nem indult                 | Nem indult                 | Nem indult                 | Nem indult                 | Nem indult                 |
| 1948, London      | Nem indult                 | Nem indult                 | Nem indult                 | Nem indult                 | Nem indult                 | Nem indult                 | Nem indult                 | Nem indult                 | Nem indult                 |
| Összesen          | Aranyérmes                 | 3/6                        | 7                          | 4                          | 0                          | 3                          | 18                         | 21                         |                            |

- 1948 és 1988 között amatőr, 1992-től kezdődően U23-as játékosok vettek részt az olimpiai játékokon

## Mezek a válogatott története során
A belga labdarúgó-válogatott hagyományos szerelése: vörös mez, vörös, vagy fekete nadrág és vörös sportszár. A váltómez hosszú időn keresztül fehér mezből, fehér nadrágból és fehér sportszárból állt. Ezt váltotta fel a teljesen fekete szerelés. A 2016-os Európa-bajnokságon világoskék mez, fekete nadrág és világoskék sportszár volt a második számú szerelés.
Hazai
| 1930-as vb | 1934-es, 1938-as, 1954-es vb | 1970-es vb, 1972-es Eb | 1980-as Eb | 1982-es vb | 1984-es Eb | 1986-os vb |

| 1990-es vb | 1994-es vb | 1998-as vb | 2000-es Eb | 2002-es vb | 2014-es vb | 2016-os Eb |

Idegenbeli
| 1970-es vb, 1972-es Eb | 1980-as Eb | 1982-es vb | 1984-es Eb | 1986-os vb | 1990-es vb | 1994-es vb |

| 1998-as vb | 2000-es Eb (nem használták) | 2002-es vb (nem használták) | 2014-es vb | 2014-es vb, 3. számú · (nem használták) | 2016-os Eb | 2016-os Eb (alternatív) |

## Játékosok

### Játékoskeret
A belga válogatott 26 fős kerete a 2022-es Világbajnokság mérkőzéseire.
Az adatok a 2022. szeptember 25-i  Hollandia elleni meccs utáni állapotnak megfelelőek.
| Szám          | Poszt       | Név                  | Születési dátum (kor)          | Válogatottság | Gólok | Klub                      |
| ------------- | ----------- | -------------------- | ------------------------------ | ------------- | ----- | ------------------------- |
|               |             |                      |                                |               |       |                           |
| Kapusok       |             |                      |                                |               |       |                           |
| 1             | kapus       | Thibaut Courtois     | 1992. május 11. (33 éves)      | 96            | 0     | Real Madrid               |
| 12            | kapus       | Simon Mignolet       | 1988. március 6. (37 éves)     | 35            | 0     | Club Brugge               |
| 13            | kapus       | Koen Casteels        | 1992. június 25. (33 éves)     | 4             | 0     | VfL Wolfsburg             |
| Védők         |             |                      |                                |               |       |                           |
| 2             | hátvéd      | Toby Alderweireld    | 1989. március 2. (36 éves)     | 123           | 5     | Royal Antwerp             |
| 3             | hátvéd      | Arthur Theate        | 2000. május 25. (25 éves)      | 3             | 0     | Rennes                    |
| 4             | hátvéd      | Zeno Debast          | 2003. október 24. (21 éves)    | 2             | 0     | Anderlecht                |
| 5             | hátvéd      | Jan Vertonghen       | 1987. április 24. (38 éves)    | 141           | 9     | Anderlecht                |
| 15            | hátvéd      | Thomas Meunier       | 1991. szeptember 12. (33 éves) | 58            | 8     | Borussia Dortmund         |
| 21            | hátvéd      | Timothy Castagne     | 1995. december 5. (29 éves)    | 25            | 2     | Leicester City            |
| 22            | hátvéd      | Wout Faes            | 1998. április 3. (27 éves)     | 1             | 0     | Leicester City            |
| Középpályások |             |                      |                                |               |       |                           |
| 6             | középpályás | Axel Witsel          | 1989. január 12. (36 éves)     | 126           | 12    | Atlético Madrid           |
| 7             | középpályás | Kevin De Bruyne      | 1991. június 28. (34 éves)     | 93            | 25    | Manchester City           |
| 8             | középpályás | Youri Tielemans      | 1997. május 7. (28 éves)       | 54            | 5     | Leicester City            |
| 11            | középpályás | Yannick Carrasco     | 1993. szeptember 4. (31 éves)  | 59            | 8     | Atlético Madrid           |
| 18            | középpályás | Amadou Onana         | 2001. augusztus 16. (23 éves)  | 2             | 0     | Everton                   |
| 19            | középpályás | Leander Dendoncker   | 1995. április 15. (30 éves)    | 29            | 1     | Aston Villa               |
| 20            | középpályás | Hans Vanaken         | 1992. augusztus 24. (32 éves)  | 22            | 5     | Club Brugge               |
| 24            | középpályás | Charles De Ketelaere | 2001. március 10. (24 éves)    | 10            | 1     | AC Milan                  |
| Támadók       |             |                      |                                |               |       |                           |
| 9             | csatár      | Romelu Lukaku        | 1993. május 13. (32 éves)      | 102           | 68    | Internazionale            |
| 10            | csatár      | Eden Hazard          | 1991. január 7. (34 éves)      | 122           | 33    | Real Madrid               |
| 14            | csatár      | Dries Mertens        | 1987. május 6. (38 éves)       | 106           | 21    | Galatasaray               |
| 16            | csatár      | Thorgan Hazard       | 1993. március 29. (32 éves)    | 45            | 9     | Borussia Dortmund         |
| 17            | csatár      | Leandro Trossard     | 1994. december 4. (30 éves)    | 21            | 5     | Brighton & Hove Albion FC |
| 23            | csatár      | Michy Batshuayi      | 1993. október 2. (31 éves)     | 47            | 26    | Fenerbahçe                |
| 25            | csatár      | Jérémy Doku          | 2002. május 27. (23 éves)      | 10            | 2     | Rennes                    |
| 26            | csatár      | Loïs Openda          | 2002. február 16. (23 éves)    | 4             | 1     | Lens                      |

## Válogatottsági rekordok
Az adatok 2022. november 11. állapotoknak felelnek meg.
- A még aktív játékosok (félkövérrel) vannak megjelölve.

### Legtöbbször pályára lépett játékosok

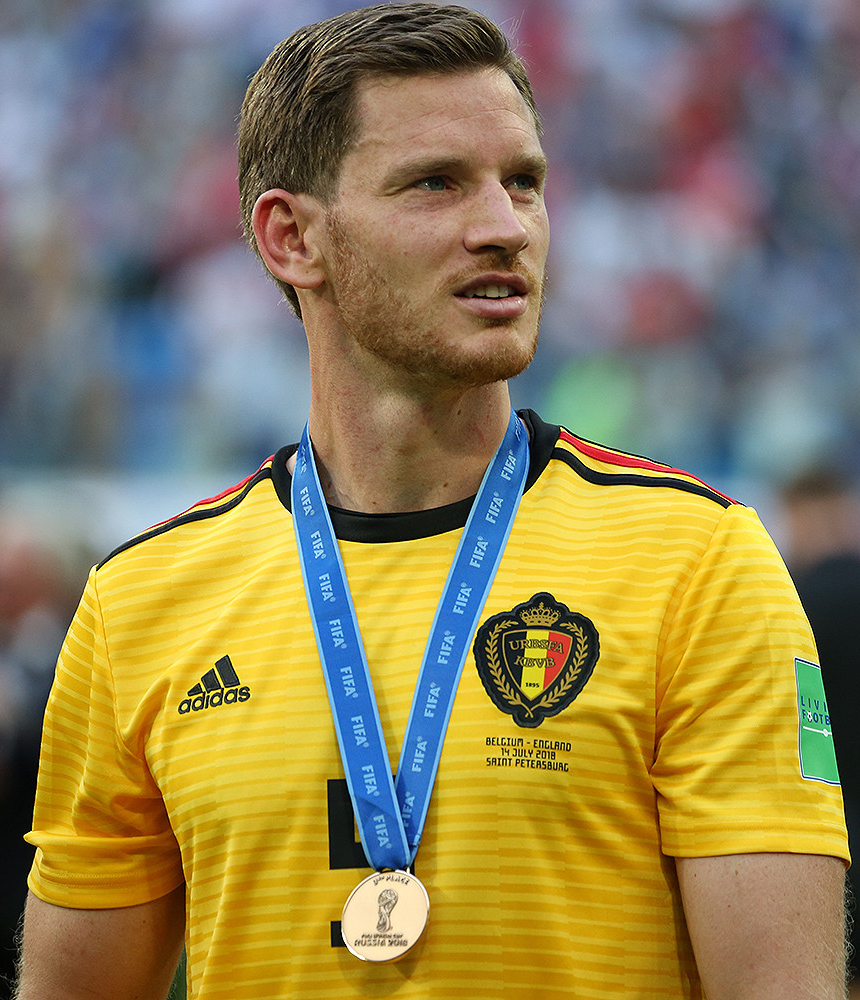
Jan Vertonghen a válogatottsági rangsor ötödik helyezettje 144 mérkőzéssel.

| # | Játékos           | Időszak   | Vál. | Gól |
| - | ----------------- | --------- | ---- | --- |
| 1 | Jan Vertonghen    | 2007–     | 144  | 9   |
| 2 | Axel Witsel       | 2008–     | 129  | 12  |
| 3 | Toby Alderweireld | 2009–     | 126  | 5   |
| 4 | Eden Hazard       | 2008–2022 | 125  | 33  |
| 5 | Dries Mertens     | 2011–     | 108  | 21  |
| 6 | Romelu Lukaku     | 2010–     | 103  | 68  |
| 7 | Thibaut Courtois  | 2011–     | 99   | 0   |
| 8 | Jan Ceulemans     | 1977–1991 | 96   | 23  |
| 8 | Kevin De Bruyne   | 2007–     | 96   | 25  |
| 9 | Timmy Simons      | 2001–2016 | 94   | 6   |

### Legtöbb gólt szerző játékosok

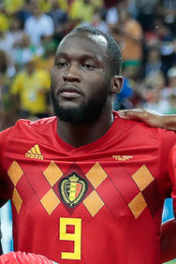
Romelu Lukaku 68 góllal a belga válogatott legeredményesebb játékosa.

| #  | Játékos          | Időszak   | Gól | Vál. | Átlag |
| -- | ---------------- | --------- | --- | ---- | ----- |
| 1  | Romelu Lukaku    | 2010–     | 68  | 102  | 0.67  |
| 2  | Eden Hazard      | 2008–2022 | 33  | 122  | 0.27  |
| 3  | Bernard Voorhoof | 1928–1940 | 30  | 61   | 0.49  |
| 3  | Paul Van Himst   | 1960–1974 | 30  | 81   | 0.37  |
| 5  | Marc Wilmots     | 1990–2002 | 29  | 70   | 0.41  |
| 6  | Joseph Mermans   | 1945–1956 | 28  | 56   | 0.50  |
| 7  | Robert De Veen   | 1906–1913 | 26  | 23   | 1.13  |
| 7  | Michy Batshuayi  | 2015–     | 26  | 47   | 0.55  |
| 7  | Ray Braine       | 1925–1939 | 26  | 52   | 0.50  |
| 10 | Kevin De Bruyne  | 2007–     | 25  | 93   | 0.27  |

### A 10 legfiatalabb debütáló

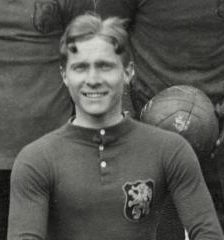
Fernand Nisot volt 16 évesen és 19 naposan a belga válogatott legfiatalabb debütálója.

| Helyezés | Játékos              | Kor                      |
| -------- | -------------------- | ------------------------ |
| 1        | Fernand Nisot        | 16 évesen és 19 naposan  |
| 2        | Anthony Vanden Borre | 16 évesen és 187 naposan |
| 3        | Romelu Lukaku        | 16 évesen és 288 naposan |
| 4        | Paul Van Himst       | 17 évesen és 17 naposan  |
| 5        | Jean Capelle         | 17 évesen és 153 naposan |
| 6        | Joseph Musch         | 17 évesen és 198 naposan |
| 7        | Zakaria Bakkali      | 17 évesen és 259 naposan |
| 8        | Vincent Kompany      | 17 évesen és 314 naposan |
| 9        | Eden Hazard          | 17 évesen és 316 naposan |
| 10       | Raymond Braine       | 17 évesen és 321 naposan |

### Ismert játékosok
| - Philippe Albert - Walter Baseggio - Roberto Bisconti - Pierre Braine - Kevin De Bruyne - Jan Ceulemans - Roger Claessen - Bertrand Crasson - Éric Deflandre - Marc Degryse - Filip De Wilde |  | - Régis Genaux - Eric Gerets - Bart Goor - Michaël Goossens - Fernand Goyvaerts - Georges Grün - Eden Hazard - Philippe Léonard - Vincent Kompany - Gaby Mudingayi - Émile Mpenza |  | - Mbo Mpenza - Luc Nilis - Luis Oliveira - Jean-Marie Pfaff - Michel Preud’homme - Vincenzo Scifo - Wesley Sonck - Lorenzo Staelens - Daniel Van Buyten - Franky Van der Elst |  | - Leo Van Der Elst - Roger Van Gool - Louis van Hege - Paul Van Himst - Eric Van Meir - Franky Vercauteren - Gert Verheyen - Dany Verlinden - Sven Vermant - Thomas Vermaelen - Bernard Voorhoof - Marc Wilmots |  |

## Szövetségi kapitányok
| Név | Nemz.                                                                                     | Időszak   | M   | Gy  | D   | V   | Győzelmek (%) | Eredmények |
| --- | ----------------------------------------------------------------------------------------- | --------- | --- | --- | --- | --- | ------------- | --- |
| Megbízott technikai csapat (1) | —                                                                                         | 1904–1909 | 19  | 8   | 1   | 10  | 42.11         | 1908. évi olimpiai játékok – Nem indult                                                                                             |
| William Maxwell (1) | Skócia                                                                                    | 1910–1913 | 23  | 11  | 3   | 9   | 47.83         | 1912. évi olimpiai játékok – Nem indult                                                                                             |
| Charles Bunyan | Anglia                                                                                    | 1914      | 4   | 0   | 0   | 4   | 0.00          | — |
| Megbízott technikai csapat (2) | —                                                                                         | 1914–1919 | 1   | 0   | 1   | 0   | 0.00          | — |
| William Maxwell (2) | Skócia                                                                                    | 1920–1928 | 56  | 18  | 10  | 28  | 32.14         | 1920. évi olimpiai játékok – Aranyérmes 1924. évi olimpiai játékok – 2. forduló                                                     |
| Viktor Löwenfeld | Ausztria                                                                                  | 1928–1930 | 11  | 5   | 2   | 4   | 45.45         | 1928. évi olimpiai játékok – Negyeddöntő                                                                                            |
| Hector Goetinck (1) | Belgium                                                                                   | 1930–1934 | 31  | 7   | 5   | 19  | 22.58         | 1930-as vb – Csoportkör 1934-es vb – 1. forduló                                                                                     |
| Turnauer Gyula | Magyarország                                                                              | 1935      | 3   | 0   | 1   | 2   | 0.00          | — |
| Jack Butler | Anglia                                                                                    | 1935–1939 | 32  | 8   | 7   | 17  | 25.00         | 1938-as vb – 1. forduló 1936. évi olimpiai játékok – Nem indult                                                                     |
| Hector Goetinck (2) | Belgium                                                                                   | 1939–1940 | 0   | 0   | 0   | 0   | —             | — |
| Megbízott technikai csapat (3) | —                                                                                         | 1940–1943 | 0   | 0   | 0   | 0   | —             | — |
| François Demol | Belgium                                                                                   | 1944–1946 | 8   | 2   | 2   | 4   | 25.00         | — |
| Bill Gormlie | Anglia                                                                                    | 1947–1953 | 44  | 18  | 9   | 17  | 40.91         | 1950-es vb – Visszalépett a selejtezőktől                                                                                           |
| Doug Livingstone | Skócia                                                                                    | 1953–1954 | 13  | 5   | 6   | 2   | 38.46         | 1954-es vb – Csoportkör |
| André Vandeweyer | Belgium                                                                                   | 1955–1957 | 17  | 4   | 2   | 11  | 23.53         | — |
| Louis Nicolaype | Belgium                                                                                   | 1957      | 1   | 1   | 0   | 0   | 100.00        | — |
| Toldi Géza | Magyarország                                                                              | 1957–1958 | 6   | 1   | 2   | 3   | 16.67         | 1958-as vb – Nem jutott be |
| Constant Vanden Stock | Belgium                                                                                   | 1958–1968 | 68  | 28  | 11  | 29  | 41.18         | 1960-as Eb, 1962-es vb, 1964-es Eb, 1966-os vb, 1968-as Eb – Nem jutott be                                                          |
| Raymond Goethals | Belgium                                                                                   | 1968–1976 | 44  | 25  | 8   | 11  | 56.82         | 1970-es vb – Csoportkör 1972-es Eb – 3. hely 1970-es vb, 1976-os Eb – Nem jutott be                                                 |
| Guy Thys (1) | Belgium                                                                                   | 1976–1989 | 101 | 45  | 24* | 32  | 44.55         | 1980-as Eb – 2. hely 1982-es vb – 2. csoportkör 1984-es Eb – Csoportkör 1986-os vb – 4. hely 1978-as vb, 1988-as Eb – Nem jutott be |
| Walter Meeuws | Belgium                                                                                   | 1989–1990 | 6   | 2   | 3   | 1   | 33.33         | — |
| Guy Thys (2) | Belgium                                                                                   | 1990–1991 | 13  | 4   | 4   | 5   | 30.77         | 1990-es vb – Nyolcaddöntő 1992-es Eb – Nem jutott be                                                                                |
| Paul Van Himst | Belgium                                                                                   | 1991–1996 | 36  | 19  | 5   | 12  | 52.78         | 1994-es vb – Nyolcaddöntő 1996-os Eb – Nem jutott be                                                                                |
| Wilfried Van Moer | Belgium                                                                                   | 1996      | 5   | 2   | 2   | 1   | 40.00         | — |
| Georges Leekens (1) | Belgium                                                                                   | 1997–1999 | 29  | 10  | 10* | 9   | 34.48         | 1998-as vb – Csoportkör |
| Robert Waseige | Belgium                                                                                   | 1999–2002 | 34  | 16  | 11  | 7   | 47.06         | 2000-es Eb – Csoportkör 2002-es vb – Nyolcaddöntő                                                                                   |
| Aimé Anthuenis | Belgium                                                                                   | 2002–2005 | 29  | 12  | 7   | 10  | 41.38         | 2004-es Eb, 2006-os vb – Nem jutott be                                                                                              |
| René Vandereycken | Belgium                                                                                   | 2005–2009 | 30  | 10  | 7   | 13  | 33.33         | 2008-as Eb, 2010-es vb – Nem jutott be                                                                                              |
| Franky Vercauterenpe | Belgium                                                                                   | 2009      | 5   | 0   | 1   | 4   | 0.00          | — |
| Dick Advocaat | Hollandia                                                                                 | 2009–2010 | 5   | 3   | 0   | 2   | 60.00         | — |
| Georges Leekens (2) | Belgium                                                                                   | 2010–2012 | 19  | 8   | 7   | 4   | 42.10         | 2012-es Eb – Nem jutott be |
| Marc Wilmots | Belgium                                                                                   | 2012–2016 | 49  | 33  | 8   | 8   | 67.35         | 2014-es vb – Negyeddöntő 2016-os Eb – Negyeddöntő                                                                                   |
| Roberto Martínez | Spanyolország                                                                             | 2016–2022 | 70  | 52  | 11  | 7   | 74.29         | 2018-as vb – Bronzérmes 2020-as Eb – Negyeddöntő 2022-es vb – Csoportkör                                                            |
| Összesen | Összesen                                                                                  | Összesen  | 812 | 357 | 170 | 285 | 43.97         | 23/44 |
| \| * \| Döntetlen, beleértve az egyeneskiesése szakasz mérkőzéseit, melyek büntetőkkel dőlnek el. \| \| ** \| Rövidítés: vb = világbajnokság, Eb = Európa-bajnokság \| \| (1), (2) \| első ciklus, második ciklus \| \| pe \| pályaedző \| |                                                                                           |           |     |     |     |     |               | |
| * | Döntetlen, beleértve az egyeneskiesése szakasz mérkőzéseit, melyek büntetőkkel dőlnek el. |           |     |     |     |     |               | |
| ** | Rövidítés: vb = világbajnokság, Eb = Európa-bajnokság                                     |           |     |     |     |     |               | |
| (1), (2) | első ciklus, második ciklus                                                               |           |     |     |     |     |               | |
| pe | pályaedző                                                                                 |           |     |     |     |     |               | |

Utolsó frissítés: 2016. november 13-i Észtország elleni világbajnoki selejtező után. Csak a hivatalos FIFA mérkőzések számítanak